# EcoRI
EcoRI je endonukleazni enzim izolovan iz sojeva E. coli. On je deo restrikciono modifikacionog sistema.
EcoRI se koristi kao restrikcioni enzim u molekularnoj biologiji. On kreira lepljive krajeve sa prepustima na 5' krajevima. Sekvenca nukleinske kiseline gde enzim preseca je GAATTC, što je komplementarno sa sekvencom CTTAAG. Ovi krajevi su rotaciono simetrični.

## Struktura

### Primarna struktura
Poput mnogih restrikcionih endonukleaza, EcoRI sadrži PD..D/EXK motiv unutar svog aktivnog mesta. On se tipično koristi za izolaciji i restrikciju bakterijske plazmidne DNK. U EcoRI ovaj motiv se sastoji od ostataka P90, D91, E111, A112, K113(2)1.

### Tercijarna i kvaternarna struktura
Ovaj enzim je homodimer podjedinica sa 31 kD, koje sadrže globularne domene sa α/β arhitekturom. Svaka podjedinica sadrži petlju izvan globularnog domena koja se obavija oko DNK pri vezivanju..
EcoRI je kokristalisan sa sekvencom koju normalno preseca. Taj kristal je korišten za rešavanje strukture kompleksa 1QPS. Rešena kristalna struktura pokazuje da su podjedinice enzima homodimeri koji simetrično interaguju sa DNK. U kompleksu, dva α-heliksa sa svake podjedinice zajedno formiraju heliksni svežanj. Na interagujućim heliksima su ostaci Glu144 i Arg145, koji formiraju prsten putem kojeg dva aktivna mesta enzima komuniciraju.

## Literatura
- Nicholas C. Price; Lewis Stevens (1999). Fundamentals of Enzymology: The Cell and Molecular Biology of Catalytic Proteins (Third изд.). USA: Oxford University Press. ISBN 019850229X.
- Eric J. Toone (2006). Advances in Enzymology and Related Areas of Molecular Biology, Protein Evolution (Volume 75 изд.). Wiley-Interscience. ISBN 0471205036.
- Branden C; Tooze J. Introduction to Protein Structure. New York, NY: Garland Publishing. ISBN 0-8153-2305-0.
- Irwin H. Segel. Enzyme Kinetics: Behavior and Analysis of Rapid Equilibrium and Steady-State Enzyme Systems (Book 44 изд.). Wiley Classics Library. ISBN 0471303097.
- William P. Jencks (1987). Catalysis in Chemistry and Enzymology. Dover Publications. ISBN 0486654605.

## Spoljašnje veze
- Eco-RI на 